# Artur 2
Arthur 2 – sequel filmu Artur. Swoje role powtórzyli m.in. Dudley Moore oraz Liza Minnelli.

## Główne role
- Dudley Moore – Arthur Bach
- Liza Minnelli – Linda Marolla Bach
- John Gielgud – Hobson
- Geraldine Fitzgerald – Martha Bach
- Stephen Elliott – Burt Johnson
- Paul Benedict – Fairchild
- Cynthia Sikes – Susan Johnson
- Kathy Bates – Pani Canby
- Jack Gilford – Pan Butterworth
- Ted Ross – Bitterman
- Barney Martin – Ralph Marolla
- Thomas Barbour – Stanford Bach

Liza Minnelli zdobyła Złotą Malinę dla najgorszej aktorki za rolę Lindy.